# Беранци
Беранци (мкд. Беранци) су насеље у Северној Македонији, у јужном делу државе. Беранци припадају општини Могила.

## Географија
Насеље Беранци је смештено у јужном делу Северне Македоније. Од најближег већег града, Битоља, насеље је удаљено 15 km северно.
Беранци се налазе у западном делу Пелагоније, највеће висоравни Северне Македоније. Насељски атар је на истоку равничарски, док на западу издиже планина Древеник. Надморска висина насеља је приближно 640 метара.
Клима у насељу је континентална.

## Становништво
Беранци су према последњем попису из 2002. године имали 445 становника.
Претежно становништво по последњем попису су етнички Македонци (100%).
Већинска вероисповест је православље.